# Der falsche Prinz (1922)
Der falsche Prinz ist eine frühe deutsche Stummfilmadaption eines 1826 publizierten Märchens von Wilhelm Hauff. Unter der Regie von Erwin Báron spielt Oscar Sabo die Titelrolle.

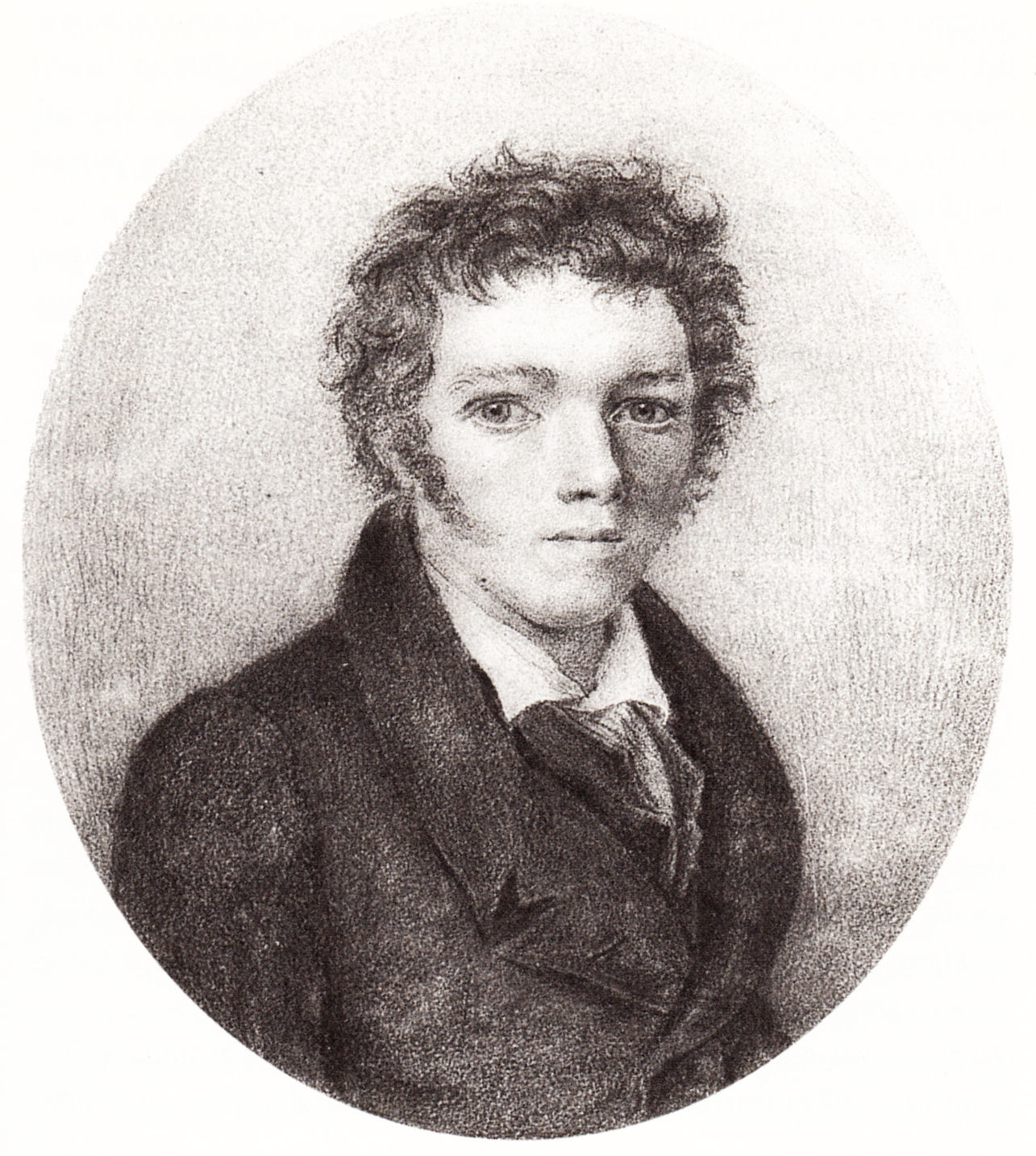
Verfasste die Vorlage: Wilhelm Hauff (nach einem Gemälde von J. Behringer)

## Handlung
Die Handlung spielt in der Märchenwelt von 1001 Nacht: Der Schneidergeselle Labakan ist mit seinen derzeitigen Lebensumständen unzufrieden und träumt davon, eines Tages ein Prinz zu werden. Als er im Auftrag des Sultans ein Gewand umarbeiten soll, behält er dieses, zieht es sich selbst an und verschwindet anschließend augenblicklich aus seinem Lebensumfeld. Auf seiner Reise begegnet er Prinz Omar, dem Filius seines Auftraggebers, den der Sultanssohn gerade aufsuchen will. Omar wuchs bei seinem Onkel auf, und niemand bei Hofe weiß daher, wie er aussieht. Labakan, mit dem edlen Zwirn ausgestattet, in dem er als mehr erscheint, als er tatsächlich ist, ist der festen Überzeugung, einen viel besseren Prinzen als Omar abzugeben. Und so stiehlt er dem schlafenden Sultanssohn dessen Dolch und sein Pferd und gibt sich, ziemlich überzeugend, als Prinz Omar aus. Wenig später trifft auch der inzwischen erwachte Omar ein, kann aber niemanden davon überzeugen, der wahre Sultanssohn zu sein, und wird daher als Betrüger festgenommen. Der falsche Prinz, Labakan, nennt ihn nur verächtlich einen „wahnsinnigen Schneidergesellen aus Alessandria“. Während Labakan sich bei Hofe eingenistet hat, bleibt Omars Mutter, die Sultanin, misstrauisch gegenüber dem Fremden und will mittels einer Aufgabe ihren wahren Sohn wie auch den Betrüger offenbaren: Da einer der beiden ein Schneider sein muss, sollen beide einen Kaftan und ein Paar Beinkleider anfertigen.
Labakan durchschaut die Finte nicht und fertigt ein prächtiges Gewand an, während der echte Prinz erwartungsgemäß vor sich hin stümpert. Nun hat auch der Sultan seine Zweifel und sucht die Fee Adolzaide auf. Diese überreicht ihm zwei kostbare Kästchen, zwischen denen die beiden angeblichen Sultanssöhne jeweils eines auswählen sollen. Auf dem Deckel des einen steht in diamantenen Lettern „Ehre und Ruhm“, auf dem des anderen „Glück und Reichtum“. Labakan wählt „Glück und Reichtum“, während Omar „Ehre und Ruhm“ wählt. Nun springen die Kästchen auf, und Omar erhält eine Krone und ein Zepter, während Labakan Nadel und Zwirn vorfindet. Labakan ist entlarvt, doch man entscheidet, gegenüber dem Betrüger Milde walten zu lassen und ihn lediglich vom Hof zu entfernen. Rasch kehrt Labakan in seine alte Schneiderwerkstatt zurück und muss für seinen Diebstahl ordentlich Prügel einstecken. Der so Gescholtene verkauft daraufhin sein Prunkkästchen und kann sich mit dem Geldbetrag eine eigene Schneiderei einrichten. Labakans tiefere Erkenntnis bedeutet ihm, dass auch die Feengeschenke Nadel und Zwirn ihren Wert besitzen, denn diese Zaubernadel näht wie von selbst, und der Zwirn geht niemals aus. So sind dem falschen Prinzen trotz all seiner Missetaten Glück und Reichtum sicher. 

## Produktionsnotizen
Der falsche Prinz entstand 1922 im Filmatelier der UFA-Kulturabteilung, passierte am 31. Juli 1922 die Filmzensur und wurde wohl wenig später uraufgeführt. Heute existiert noch eine Kopie mit 1041 Metern, das entspricht einer Spieldauer von 51 Minuten; der zweite Akt des insgesamt dreiaktigen Films gilt als verschollen.

## Wissenswertes
- Dies war der letzte Film des Regisseurs Erwin Báron.
- Dies war vermutlich der einzige Film der Bühnenschauspielerin Anni Vara.
- Dies war der erste filmische Beitrag Ernst Kriegers, zum damaligen Zeitpunkt Direktor der Kulturabteilung der UFA.
- Dies war der erste Spielfilm des Kultur- und Dokumentarfilmkameramanns Curt Helling (Jahrgang 1891)[2].

## Rezeption
„Dieser Ufa-Kulturfilm, „ein deutsches Märchen in morgenländischem Gewande“, steht am Beginn einer langen und erfolgreichen Reihe von Verfilmungen des gleichnamigen Kunstmärchens von Wilhelm Hauff, das im Jahr 1826 in dem „Märchen-Almanach auf das Jahr 1826 für Söhne und Töchter gebildeter Stände“ publiziert wurde. (…) Für die Dreharbeiten entstanden Studiobauten, die den Reiz des Orients in den diversen Handlungsorten – von der Schneiderwerkstatt bis zum Hof des Sultans – visuell überzeugend umsetzten.“